# خلافت احمدیه

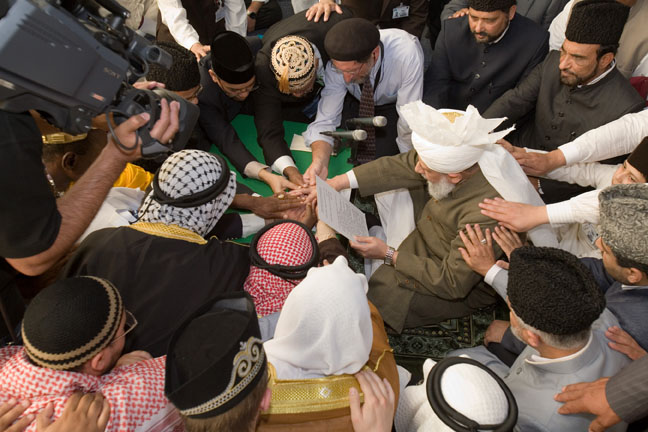
خلیفه پنجم در حال گرفتن بیعت از احمدی‌ها در سال ۲۰۰۸.

خلافت احمدیه (عربی: خليفة المسيح) یک خلافت غیرسیاسی است که در روز ۲۷ مهٔ ۱۹۰۸، در پی درگذشت میرزا غلام احمد موسس جامعه مسلمانان احمدیه ایجاد شد، فردی که مدعی بود همان مسیحا و امام مهدی منجی است که مسلمانان منتظرش بودند. احمدی‌ها معتقدند این امر استقرار دوبارهٔ خلفای راشدین است که در پی درگذشت حضرت محمد شکل گرفت. خلفا تحت عنوان خلیفة المسیح (عربی: خليفة المسيح; انگلیسی: Caliph of the Messiah), نام برده می‌شوند، گاهی به سادگی تحت نام خلیفه (یا Caliph) مورد اشاره قرار می‌گیرند. خلیفه، رهبر برگزیده معنوی و تشکیلاتی جامعه جهانی مسلمانان احمدیه و جانشین غلام احمد است. جماعت احمدیه بر این باور است که او منصوب الهی می‌باشد وهم چنین افرادی که به خلافت می‌رسند از آنها با عنوان امیرالمؤمنین (پیشوای مؤمنان) و امام جماعت (امام جامعه) نام برده می‌شود. پنجمین خلیفه و خلیفة المسیح حال حاضر جامعه احمدیه، میرزا مسرور احمد است. بعد از مرگ غلام احمد تا سال ۱۹۴۷ که کشور پاکستان تأسیس شد، جامعه احمدیه توسط جانشینان او در قدیان، هند هدایت و رهبری می‌شد. بعد از آن، مقر اصلی خلافت به شهر ربوه، شهری که در سال ۱۹۴۸ با خرید زمین توسط جامعه احمدیه به وجود آمد، منتقل شد. در سال ۱۹۸۴، قانون XX توسط دولت پاکستان اعلام شد مبنی بر اینکه مسلمانان احمدیه از اظهار و هرگونه فعالیتی عمومی در مورد اعتقادات اسلامی خود ممنوع هستند، با این شرایطی که پیش آمد، خلیفه دیگر قادر به انجام تکالیف خود تحت عنوان رهبر جامعه نبود. با توجه به این واقعیت، خلیفه چهارم پاکستان را ترک و به لندن، انگلیس مهاجرت کرد و به‌طور موقت مقر خلافت را به مسجد فضل انتقال داد.
به علت اینکه از سوی گروه‌های اصلی شیعه و سنی، از احمدیه به‌طور گسترده به عنوان یک گرایش نامتعارف نام برده می‌شود، بیشتر مسلمانان بیرون از این فرقه، دعاوی احمدی به خلافت را به رسمیت نمی‌شناسند.

## چکیده
مسلمانان احمدی اعتقاد دارند که نظام خلافت یک امر حمایتی از رویه پیغمبر است و اهدافی را که پیامبر به خاطر آن مبعوث شد را تداوم می‌بخشد و امور تعالیم اخلاقی و اصلاحاتی که توسط پیامبر آغاز شد را به سرمنزل مقصود می‌رساند. خلفا بعد از درگذشت پیامبران، به عنوان جانشین آنها، جامعه مؤمنان را رهبری می‌کنند.
احمدی‌ها اعتقاد دارند که بر اساس آیات قرآن (همچون [قرآن نور ۵۵]) و احادیث زیاد در رابطه با آن، خلافت تنها توسط خدا می‌تواند ایجاد شود و موهبت الهی است که به کسانی داده می‌شود که ایمان آورند و عمل صالح انجام دهند، یگانگی خدا را پاس بدارند؛ بنابراین هر حرکتی در جهت استقرار خلافت در حول مرکزیت تلاش‌های انسان به شکست منجر می‌شود، به ویژه در زمانی که وضعیت مردم از احکام نبوت فاصله گرفته و بین آنها چند دستگی به وجود آمده است.

## مبانی در قرآن و حدیث
بر طبق اعتقادات احمدیه، خداوند در قرآن وعده داده است در میان صالحان جانشینی تعیین کند. در این رابطه، در سورهٔ نور آیهٔ ۵۶ (در صورتی که بسم اللّه به حساب نیاید آیهٔ ۵۵) چنین آمده است:
در مسند احمد بن حنبل یک پیشگویی از حضرت محمد دربارهٔ استقرار مجدد خلافت صالحان نقل شده است:
«تا زمانی که خدا بخواهد، نبوت در میان شما باقی خواهد ماند.»

## فهرست خلفای احمدیه
| نام                                         | تصویر | دوران زندگی   | دروان خلافت   | نکات |
| ------------------------------------------- | ----- | ------------- | ------------- | --- |
| خلیفة المسیح اول حکیم نورالدین              |       | ۱۸۴۱–۱۹۱۴     | ۱۹۰۸–۱۹۱۴     | یار نزدیک میرزا غلام احمد، او اولین مبلغان مذهبی احمدیه را به لندن فرستاد و با موفقیت به مناقشه‌های درون جامعه مسلمانان احمدیه رسیدگی کرد. |
| خلیفة المسیح دوم میرزا بشیرالدین محمود احمد |       | ۱۸۸۹–۱۹۶۵     | ۱۹۱۴–۱۹۶۵     | فرزند میرزا غلام احمد که در سن ۲۵ سالگی به عنوان خلیفه انتخاب شد، تحت عنوان «پسر موعود» محسوب می‌گردد. او ساختار سازمانی یکپارچه جامعه را تأسیس کرد و به خاطر فعالیت وسیع مبلغان مذهبی در خارج از شبه قاره هند معروف است.                                                                  |
| خلیفة المسیح سوم میرزا ناصر احمد            |       | ۱۹۰۹–۱۹۸۲     | ۱۹۶۵–۱۹۸۲     | فرزند میرزا بشیرالدین محمود احمد. در مورد اعتقادات و باورهای جامعه احمدیه در مجمع ملی پاکستان سخنرانی کرد. او بر گردآوری دست‌نوشته‌ها، مطالب الهام شده، و بیانات بنیانگذار جامعه، میرزا غلام احمد نظارت داشت.                                                                               |
| خلیفة المسیح چهارم میرزا طاهر احمد          |       | ۱۹۲۸–۲۰۰۳     | ۱۹۸۲–۲۰۰۳     | فرزند میرزا بشیرالدین محمود احمد و برادر ناتنی پدری میرزا ناصر احمد است. در دوران سخت آزار و اذیت، جامعه را رهبری کرد و مقر احمدیه را به‌طور موقت از شهر ربوه در پاکستان به شهر لندن منتقل کرد و اولین کانال ماهواره‌ای تلویزیونی اسلامی، مسلم تلویزیون احمدیه اینترنشنال را راه‌اندازی کرد. |
| خلیفة المسیح پنجم میرزا مسرور احمد          |       | ۱۹۵۰–تا اکنون | ۲۰۰۳–تا اکنون | او پسر نوهٔ میرزا غلام احمد است. مسجد مبارک در تیلفورد را بنا کرد که مقر کنونی احمدیه است. کانال‌های ام‌تی‌ای ۲ و ام‌تی‌ای ۳ را راه‌اندازی کرد. |